# 枕經葄史山房襍抄
《枕經葄史山房襍抄》，古琴譜，清晚於光緒七年，作者不詳。

## 琴譜介紹
全書二十七個傳統琴曲中，有三個譜傳值得注意：《平沙落雁》，注明高耐寒的譜：《長門怨》，注明是胡梅江的譜；在最後一曲《流水》之後，有後記稱：“是譜傳自浙江張孔山，遞傳至錦城江藻臣，相爲傳授，洵不得易得也。”這個《流水》也是加了第六段滾拂的，但與《天聞閣琴譜》不太相同，而且是較絃期未經改編的譜。